# Francisco de Ulloa
Francisco de Ulloa (... – 1540) è stato un esploratore spagnolo che navigò lungo la costa occidentale dell'attuale Messico per conto di Hernán Cortés. Fu il primo ad esplorare tutto il golfo della California e a provare il fatto che la Bassa California non era un'isola, bensì una penisola. Il luogo e la sua data di nascita sono ignoti.
Hernán Cortés, che aveva già organizzato tre viaggi di esplorazione nell'Oceano Pacifico, nel 1539 decise di preparare un quarto viaggio e di affidarlo a Francisco de Ulloa con lo scopo di esplorare la costa del Pacifico e di cercare il mitologico stretto di Anián che si supponeva conducesse al golfo di San Lorenzo.
La spedizione salpò l'8 luglio da Acapulco e consisteva di tre piccoli vascelli, il Santo Tomás, la Santa Águeda e la Trinida. Sei settimane più tardi, il 28 agosto, Ulloa raggiunse il golfo della California. Durante il viaggio perse in una tempesta il Santo Tomás e dovette fermarsi a far riparare le altre due navi. Raggiunse l'estremità nord del golfo e qui scoprì la foce del fiume Colorado che, poiché venne scoperta il giorno di San Andrea, venne battezzata Ancón de San Andrés. Inoltre diede il nome di Mar Bermejo al golfo della California per via dell'effetto che il caldo sembrava avere sul colore dell'acqua. Incapace di trovare lo stretto di Anián, il 12 settembre proseguì la navigazione verso sud, lungo la costa est della penisola della Bassa California. Doppiò Cabo San Lucas e si diresse verso nord fino a raggiungere il 5 aprile del 1540 l'Isola di Cedros. Da qui Ulloa provvedette a rimandare indietro, tramite la Santa Agueda, alcuni dei suoi uomini, compreso Francisco Preciado (che sembra sia stato l'autore del diario di bordo di Ulloa). Il loro incarico era quello di trasportare in Nuova Spagna le informazioni acquisite circa le coste del golfo della California.
A questo punto Ulloa proseguì il suo viaggio a bordo della Trinida in compagnia del restante equipaggio ma le fonti storiche differiscono circa quello che accadde dopo. Alcune raccontano che Ulloa si sia spinto più a nord e che sia poi scomparso, altre che sia riuscito a fare ritorno in Messico ma che qui sia stato ucciso da uno dei suoi uomini.